# 伊萬尼夫卡 (科津市鎮)
50°11′32″N 25°29′30″E / 50.19222°N 25.49167°E
伊萬尼夫卡（烏克蘭語：Іванівка）是位於烏克蘭西北部的村莊，由羅夫諾州杜布諾區的科津市鎮負責管轄。該村始建於1595年，面積0.96平方公里，海拔高度229米，2001年人口457，人口密度每平方公里474.6人。